# 鄧恩憐
鄧恩憐（1968年—），中華民國空軍中將，現任空軍作戰指揮部中將指揮官（114/7/1），曾任參謀本部通信電子資訊參謀次長室中將次長，曾任空軍作戰指揮部少將副指揮官、空軍司令部少將副參謀長、空軍第二戰術戰鬥機聯隊少將聯隊長499聯隊、空軍官校少將副校長，畢業於空軍官校79年班。